# Staciana Stitts
Staciana Stitts (n. 12 septembrie 1981, Columbus, Ohio, SUA) este o înotătoare americană, medaliată olimpică. A participat la o ediție a Jocurilor Olimpice (2000) în care a câștigat două medalii de aur.